# Daniel Cadena
Daniel Cadena Sánchez también conocido como Dani Cadena (Sanlúcar de Barrameda, Cádiz, Andalucía, España, 9 de febrero de 1987) es un jugador de fútbol español y nacionalizado nicaragüense que juega en la posición de centrocampista y delantero. Actualmente no está jugando en ningún equipo desde el 2023. Campeón goleador en la 2014,2015,2016. Es internacional con la Selección de fútbol de Nicaragua. Desde 2025 tiene la licencia de Entrenador UEFA B.
Es descrito así:
Hijo de Manuel Cadena y Rosario Sánchez, tiene un hermano, Adán Cadena y dos hijas Ana Cadena Ceballos y Carmela Cadena Ceballos. Jugador talentoso, con mucha calidad, buena visión de juego y con gol. Desde que llegó a Nicaragua ha sido titular en todos sus equipos y goleador de la liga, de ahí ser nacionalizado y jugador de la selección de Nicaragua, su último equipo fue el Juventus Fútbol Club de Managua (Nicaragua).

## Trayectoria
Su debut fue en 2004 con el Real Betis Balompié B.
Llegó a Nicaragua en 2013 y fue fichado por el Club Deportivo Walter Ferretti de Managua, donde jugó durante el período 2013-2016. En la temporada 2013-2014 en la Primera División de Nicaragua anotó 23 goles, llegando a ser figura referente  y goleador del torneo y del equipo.
Durante la temporada 2014-2015, Cadena jugó como nicaragüense siendo el primer europeo en hacerlo en la primera división de Nicaragua aportando 10 goles para que su equipo se coronará Campeón del Torneo Apertura 2014 y campeón Nacional 2014-2015 consiguiendo su clasificación directa a la Liga de Campeones de la Concacaf 2015-16 al vencer a su acérrimo rival Real Estelí FC.
Como parte del Grupo E de la Liga de Campeones de la Concacaf 2015-16 su equipo jugó partidos de ida y vuelta contra los clubes Club América de México y Club Deportivo Motagua de Honduras.

## Selección nacional
Dani Cadena debutó con la selección de fútbol de Nicaragua en 2014, formando parte de la selección que participó en la Copa Centroamericana 2014 disputada en Estados Unidos. Jugó de titular en los dos partidos de la fase de grupos y entró de cambio ante Honduras, en el partido de repechaje por el boleto a la Copa Oro 2015.

### Goles internacionales
Resumen de Goles con la Selección de Nicaragua
- Clasificación para la Copa Mundial de Fútbol 0 goles
- Amistosos 2 goles
- Copa de Oro 0 goles
- Copa Centroamericana 3 goles
- Repechaje a la Copa de Oro 2017 0 goles
- Goles Totales: 3 goles

| Núm.. | Fecha      | Ciudad y País                                      | Oponente          | Resultado (Goles) | Competencia               |
| ----- | ---------- | -------------------------------------------------- | ----------------- | ----------------- | ------------------------- |
| 1     | 27/12/2016 | Estadio Nacional, Managua, Nicaragua               | Trinidad y Tobago | 2-1 (1)           | Amistoso                  |
| 2     | 30/12/2016 | Estadio Nacional, Managua, Nicaragua               | Trinidad y Tobago | 1-3 (1)           | Amistoso                  |
| 3     | 20/01/2018 | Estadio Rommel Fernández, Ciudad de Panamá, Panamá | Belice            | 3-0 (1)           | Copa Centroamericana 2017 |

### Participaciones internacionales
Participaciones en Copa Centroamericana y Copa de Oro
| Copa UNCAF / Centroamericana | Sede           | Resultado    |
| ---------------------------- | -------------- | ------------ |
| Copa Centroamericana 2014    | Estados Unidos | Sexto lugar  |
| Copa Centroamericana 2017    | Panamá         | Quinto lugar |

Participaciones en Copa de Oro
| Copa de Oro | Sede | Resultado | Copa de Oro 2017             | Estados Unidos | Clasificado |
| Copa de Oro | Sede | Resultado | Copa Oro de la Concacaf 2019 | Estados Unidos | Clasificado |

## Clubes
| Club                     | País                 | Año       | Partidos (Goles)   |
| ------------------------ | -------------------- | --------- | ------------------ |
| Atlético Sanluqueño      | España               | 2006-2007 | 0 (0)              |
| Betis Deportivo Balompié | España               | 2007-2008 | 8 (0)              |
| Real Betis (C)           | España               | 2008-2009 | 16 (11)            |
| Xerez CD (B)             | España               | 2009      | 18 (9)             |
| Racing Club Portuense    | España               | 2010      | 15 (5)             |
| Club Atlético Antoniano  | España               | 2011-2012 | 20 (14)            |
| UD Algaida               | España               | 2012-2013 | 24 (21)            |
| CD Walter Ferretti       | Nicaragua            | 2013-2016 | 89 (44)            |
| Atlántico FC             | República Dominicana | 2016      | 10 (4)             |
| KF Fjallabyggð           | Islandia             | 2016      | 9 (5)              |
| UMF Njarðvík             | Islandia             | 2017-     | 5 (1)              |
| Real Estelí FC           | Nicaragua            | 2018-2019 | 18 (9)             |
| C.D. Ocotal              | Nicaragua            | 2020-2021 | 18 (7) Copa 2 (2)  |
| Juventus F.C.            | Nicaragua            | 2021-2022 | 31 (10) Copa 2 (2) |